# Wurstkartell
Das Wurstkartell war ein Wirtschaftskartell von 21 führenden Wurstherstellern in Deutschland. Es wurde auch als Atlantic-Kreis bezeichnet, weil das erste Treffen im Hotel Atlantic in Hamburg stattgefunden hat.
Die Unternehmen hatten sich von 1982 bis mindestens 2011 über Preisspannen für ihre Produkte im Bereich Fleisch- und Wurstwaren aus Geflügel bzw. Schwein abgestimmt und dadurch höhere Preisforderungen gegenüber dem Lebensmitteleinzelhandel durchgesetzt.
Im Jahre 2014 verhängte das Bundeskartellamt eine Gesamtstrafe von rund 338,5 Mio. Euro gegen die 21 beteiligten Unternehmen und 33 Führungskräfte. Es handelte sich um eine der höchsten Kartellstrafen in der Geschichte des Bundeskartellamts, die einige Unternehmen allerdings aufgrund eines Wurstlücke genannten Schlupflochs im deutschen Kartellrecht umgehen konnten.

## Beteiligte Unternehmen
An dem Kartell waren die folgenden Unternehmen beteiligt:
1. Bell Deutschland Holding GmbH, Seevetal (zuvor Abraham Schinken / Zimbo, Coop-Gruppe)
2. Böklunder Plumrose GmbH & Co. KG, Böklund/ Könecke Fleischwarenfabrik GmbH & Co. KG, Bremen (Zur Mühlen Gruppe, Tönnies Holding)
3. DöllingHareico GmbH & Co. KG, Elmshorn
4. Herta GmbH, Herten (Nestlé)
5. Franz Wiltmann GmbH & Co. KG, Versmold
6. H. Kemper GmbH & Co. KG, Nortrup
7. H.E. Reinert Holding GmbH & Co. KG, Versmold / Sickendiek Fleischwarenfabrik GmbH & Co. KG, Neuenkirchen-Vörden
8. Hans Kupfer & Sohn GmbH & Co. KG, Heilsbronn
9. Heidemark Mästerkreis GmbH & Co. KG, Emstek-Höltinghausen
10. Heinrich Nölke GmbH & Co. KG, Versmold
11. Höhenrainer Delikatessen GmbH, Feldkirchen-Westerham
12. Lutz Fleischwaren GmbH, Landsberg am Lech (Vion)
13. Marten Vertriebs GmbH & Co. KG, Gütersloh
14. Meica Ammerländische Fleischwarenfabrik Fritz Meinen GmbH & Co. KG, Edewecht
15. Metten Fleischwaren GmbH & Co. KG, Finnentrop
16. Ponnath Die Meistermetzger GmbH, Kemnath
17. Rudolf und Robert Houdek GmbH, Starnberg
18. Rügenwalder Mühle Carl Müller GmbH & Co. KG, Bad Zwischenahn
19. Westfälische Fleischwarenfabrik Stockmeyer GmbH, Sassenberg (heristo AG)
20. Wiesenhof Geflügelwurst GmbH & Co. KG, Rietberg (PHW-Gruppe)
21. Willms Fleisch GmbH, Ruppichteroth

## Ermittlungen des Bundeskartellamts
Den Anlass für Ermittlungen durch das Bundeskartellamt gab eine anonyme Anzeige. In der Folge führte das Bundeskartellamt am 22. Juli 2009 an insgesamt 19 Standorten Durchsuchungen durch. Anfang 2012 wurde die Ermittlung um weitere Unternehmen und deren verantwortlich handelnde Personen erweitert. Insgesamt wurde gegen 26 Unternehmen bzw. Unternehmensgruppen sowie 51 natürliche Personen Verfahren eingeleitet.
Am 15. Juli 2014 gab das Bundeskartellamt eine Gesamtstrafe von rund 338,5 Mio. Euro gegen die 21 beteiligten Unternehmen und 33 Führungskräfte bekannt. Mit 128 Mio. Euro entfiel der größte Betrag auf die Tönnies-Holding. Des Weiteren entfielen 99,6 Mio. Euro auf Bell Deutschland, 6,9 Mio. Euro auf Sickendiek und 3,2 Mio. Euro auf Marten.

## Anschließende Zusammenschlüsse beteiligter Unternehmen
Im Nachgang der Intervention des Bundeskartellamts kam es zu mehreren Zusammenschlüssen beteiligter Unternehmen:
Die Tönnies-Tochtergesellschaft Zur-Mühlen-Gruppe, größter deutscher Wurstproduzent, integrierte zunächst die Tochtergesellschaften Böklunder Fleischwarenfabrik und Könecke Fleischwarenfabrik. In den Folgejahren erfolgten eine Reihe von Übernahmen: 2015 die Fleisch- und Wurstwarenproduktion von Nölke, 2016 DöllingHareico, 2017 Marten und Teile von Lutz Fleischwaren (Zur Mühlen Gruppe: Standorte in Landsberg, Weimar und Chemnitz, Tönnies Holding: Standort in Badbergen), 2018 Teile des stillgelegten Standorts Glonn von Houdek, und 2019 das Wurstwarengeschäft von Bell Deutschland.
2019 gab das Bundeskartellamt die Fusion der Firmen Kemper und Reinert/Sickendiek frei. Der daraus entstandene Konzern The Family Butchers ist der zweitgrößte deutsche Wurstproduzent.

## Wurstlücke
Durch ein Schlupfloch im deutschen Kartellrecht konnten einige Konzerne den vom Bundeskartellamt verhängten Bußgeldern entgehen, indem sie die jeweiligen Tochterunternehmen durch Umstrukturierungen auflösten.